# Thundercats
För andra betydelser, se Thundercats (olika betydelser).
Thundercats är en amerikansk franchise skapad av Tobin "Ted" Wolf och huvudpersonerna är en grupp humanoida kattlika utomjordingar. Element av fantasy och science fiction blandas precis som i Masters of the Universe. Förutom två animerade TV-serier har även ett datorspel och en tecknad series skapats.

## Lista

### TV-serier
| Titel       | Årtal     |
| ----------- | --------- |
| Thundercats | 1985-1989 |
| Thundercats | 2011-2012 |

### Serietidningar
| Titel       | Årtal |
| ----------- | ----- |
| Thundercats | 1985- |

### Datorspel
| Titel       | Årtal |
| ----------- | ----- |
| Thundercats | 1987  |

### Fotnoter
1. ↑  David Konow (6 januari 2012). ”A look back at Thundercats” (på engelska). TG Daily. http://www.tgdaily.com/games-and-entertainment-features/60639-a-look-back-at-thundercats. Läst 11 december 2015.